# Кузнецов, Анатолий Васильевич
Анато́лий Васи́льевич Кузнецо́в (18 августа 1929, Киев — 13 июня 1979, Лондон) — советский писатель-невозвращенец.

## Биография
В детстве жил вместе с матерью-учительницей, дедом и бабушкой на окраине Киева, в районе Куренёвка. Отец, бывший красноармеец и советский инженер, бросил семью и уехал в Нижний Новгород. В течение двух лет немецкой оккупации Киева был свидетелем событий, происходивших в городе. Тайно вёл дневник. Впоследствии эти записи легли в основу романа «Бабий Яр».
Учился в балетной студии при Киевском театре оперы и балета. Тогда же был принят в комсомол:

Нас, пятнадцатилетних балетных мальчиков и девочек, привели в райком на бульваре Шевченко и в каких-нибудь полчаса пропустили через приёмный конвейер. В 1949 году, на двадцатом году жизни, я, кипя яростью, решил, что не буду участвовать в комедии, творящейся вокруг. Снялся с учёта в райкоме, сказал, что уезжаю в Хабаровск, получил на руки учётную карточку — и уничтожил её вместе с комсомольским билетом.

Танцевал в балете Киевского оперного театра, о чём в дальнейшем был написан рассказ «Артист миманса», опубликованный в 1968 году в «Новом мире». Учился в студии Театра русской драмы им. Леси Украинки. Публиковал рассказы и очерки в пионерских и комсомольских газетах.

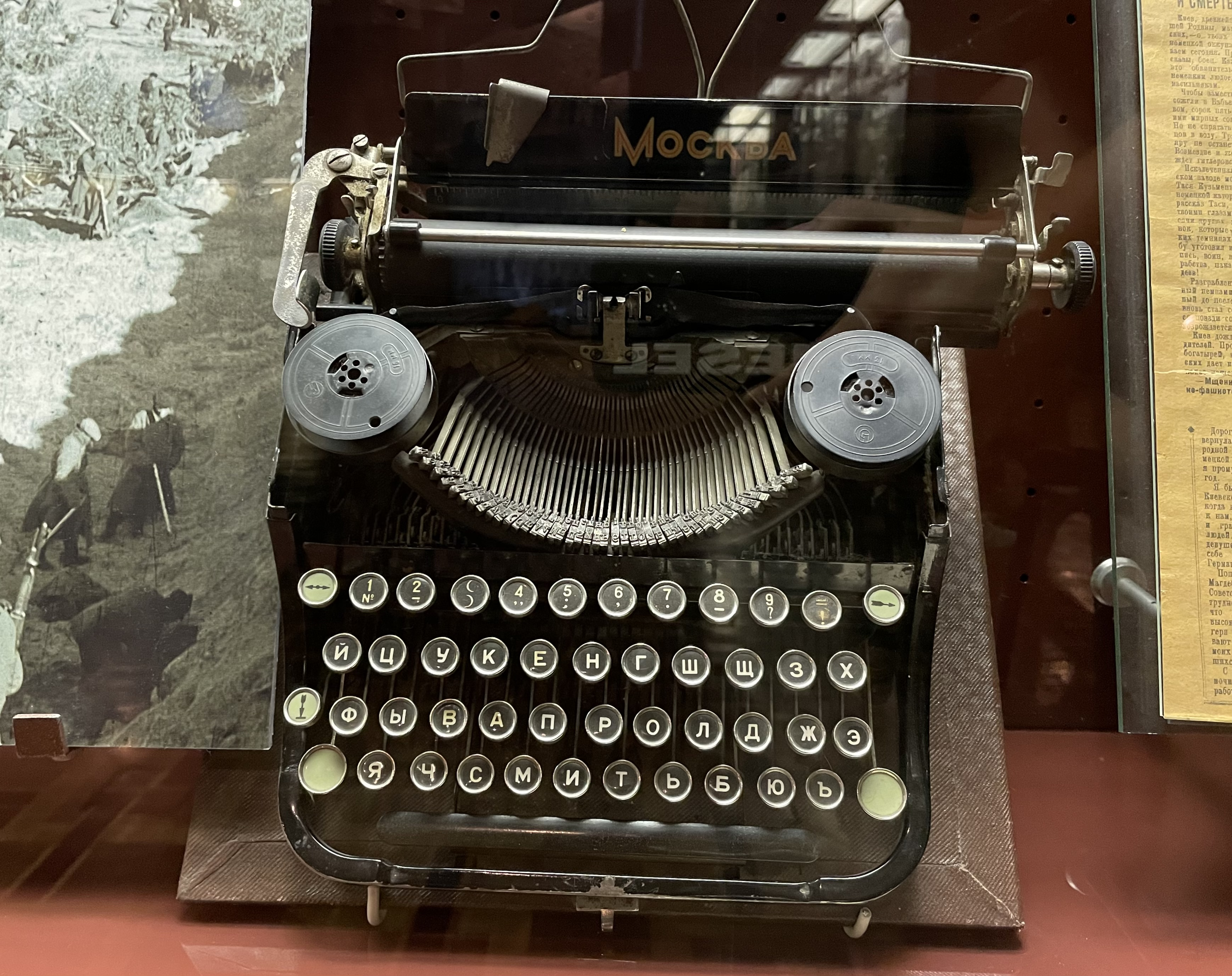
Пишущая машинка «Москва» Анатолия Кузнецова, 1955—1969 гг. Национальный музей истории Украины во Второй мировой войне, Киев. Рукой писателя на машинке сделана надпись: «Она написала «Продолжение легенды», «У себя дома», «Бабий Яр».

В 1952—1954 работал на строительстве Каховской ГЭС в редакции газеты «Всенародная стройка», где повторно вступил в комсомол. Член КПСС с 1955 года.
В 1955 году поступил в Литературный институт, который окончил в 1960 году. Ранее поступить в этот вуз не мог, как «находившийся на оккупированной территории», но после смерти Сталина в 1953 году ему это удалось. Во время учёбы работал некоторое время бетонщиком на строительстве Иркутской ГЭС, что дало ему материал для первой повести «Продолжение легенды» (1957), переведённой на многие языки.
В 1960—1969 годах жил в Туле, работал ответственным секретарем Тульского отделения Союза писателей, затем заместителем секретаря партийной организации.
В 1964 году опубликовал повесть из колхозной жизни «У себя дома».
В 1966 году писатель решил опубликовать свои воспоминания о жизни в оккупированном Киеве. Помимо автобиографических данных писатель включил в роман «Бабий Яр» свидетельства людей, уцелевших во время расстрелов в Бабьем Яре. Роман встретил много препятствий перед публикацией, однако, поскольку текст уже был одобрен идеологическим отделом ЦК КПСС, то в конце концов был издан в сокращённом виде: сначала в журнале «Юность» (№ 8—10, 1966), а через год в издательстве «Молодая гвардия».
Далее последовал глубоко пессимистический роман «Огонь» о крахе надежд и человеческих судеб.
В июне 1969 вошёл в состав редколлегии журнала «Юность».

### Бегство из СССР и жизнь на Западе
24 июля 1969 года выехал в творческую командировку в Лондон. Формально поводом для поездки в капиталистическую страну была необходимость сбора материалов для написания книги о II съезде РСДРП к приближавшемуся 100-летию со дня рождения Ленина. 28 июля объявил о своём отказе возвращаться в СССР и обратился к правительству Великобритании с просьбой о предоставлении политического убежища. Просьба была удовлетворена. После получения убежища объявил о своём выходе из КПСС и СП СССР и даже о том, что отказывается от своей фамилии, прося считать его с этого времени «просто Анатолием». Много шума на Западе наделало и заявление Кузнецова о том, что для того, чтобы добиться разрешения на поездку в Англию (и совершить побег), он вынужден был за полгода до этого стать агентом КГБ и доносить на некоторых знакомых писателей: на Евгения Евтушенко, Василия Аксёнова и др. Его осудил за это диссидент Андрей Амальрик в своём «Открытом письме». Деятельность Кузнецова как агента КГБ (с октября 1968 года) подтверждал и Андропов в своей записке в ЦК КПСС.
В 1970 году в издательстве «Посев» был опубликован полный текст «Бабьего Яра», снабжённый авторскими предисловием и послесловием, в которых Кузнецов рассказывал читателям историю написания и первой публикации романа, пострадавшего от вмешательства советской цензуры. В этом издании фрагменты текста, исключённые цензурой при публикации в 1966 году в журнале «Юность», были выделены курсивом, а позднейшие авторские дополнения и ремарки — текстом, взятым в квадратные скобки.
С ноября 1972 года работал в лондонском корреспондентском пункте Радио «Свобода», выступая с беседами в рамках еженедельной программы «Писатели у микрофона». Всего в эфир вышло 233 радиобеседы (в 2011 году частично изданы в книге: А. Кузнецов, «На „Свободе“»). На протяжении почти десяти лет проживания на Западе поддерживал переписку со своей матерью, жившей в Киеве, отправляя ей едва ли не ежедневно короткие записки на почтовых открытках. Открытки сохранились; тексты некоторых записок приведены в книге сына Кузнецова — Алексея Кузнецова «Между Гринвичем и Куренёвкой. Письма Анатолия Кузнецова матери из эмиграции в Киев» (М.: Захаров, 2002).
В 1972 году в сборнике «Новый колокол» был опубликован фрагмент неоконченного романа «Тейч файв», который Кузнецов начал писать ещё в Советском Союзе. За неполных 10 лет в эмиграции так и не написал ни одной новой книги.

### Болезнь и смерть
5 сентября 1978 года Анатолий Кузнецов был экстренно госпитализирован с подозрением на инфаркт. В больнице диагноз подтвердился. Через несколько дней, почувствовав себя лучше, Кузнецов, несмотря на несогласие врачей, настоял на выписке из госпиталя, посчитав, что дома выздоровеет быстрее. Однако 3 октября 1978 года у него произошёл второй инфаркт, завершившийся повторной экстренной госпитализацией и помещением в реанимацию, где писатель пережил клиническую смерть. Жизнь Кузнецова была спасена благодаря профессионализму английских врачей. После длительного периода реабилитации Кузнецов в апреле 1979 года вышел на работу, однако через несколько дней состояние его здоровья заметно ухудшилось, он был повторно госпитализирован с подозрением на острую сердечную недостаточность. Пробыв в больнице около месяца, Кузнецов выписался и вышел на работу. Но через несколько дней, 13 июня 1979 года он скончался у себя дома от остановки сердца. Был похоронен первоначально на Эдмонтоновском кладбище в Лондоне; впоследствии останки Кузнецова были перезахоронены на Хайгейтском кладбище, находящемся поблизости от района, в котором он жил.

### Семья
Мать — Мария Фёдоровна Кузнецова (1904—1992), более сорока лет проработала учительницей русского языка младших классов средней школы.
Отец — Василий Герасимович Кузнецов (1899—1964), в момент рождения сына сотрудник советской милиции, затем инженер, начальник цеха на Горьковском автомобильном заводе (ГАЗ). Состоял членом ВКП(б).
- Первая жена — Ирина Нифонтовна Марченко (1935—1995), филолог.

- - Сын — Алексей Кузнецов (1960—2019), театральный критик, журналист, в 1995—2018 годах работал на Радио «Свобода»[14].

- Вторая жена (фактическая) Надежда Цуркан (1945-2007), бывшая его литературным секретарем в Туле, впоследствии эмигрировала из СССР и скончалась в США.[источник не указан 1398 дней]

- - Сын Анатолий (р. 1970)[источник не указан 1398 дней].

- Третья жена — Иоланта Райт (англичанка польского происхождения).[источник не указан 473 дня]

- - Дочь — Мария-Анатолия (р. 1979).[источник не указан 473 дня]

## Память

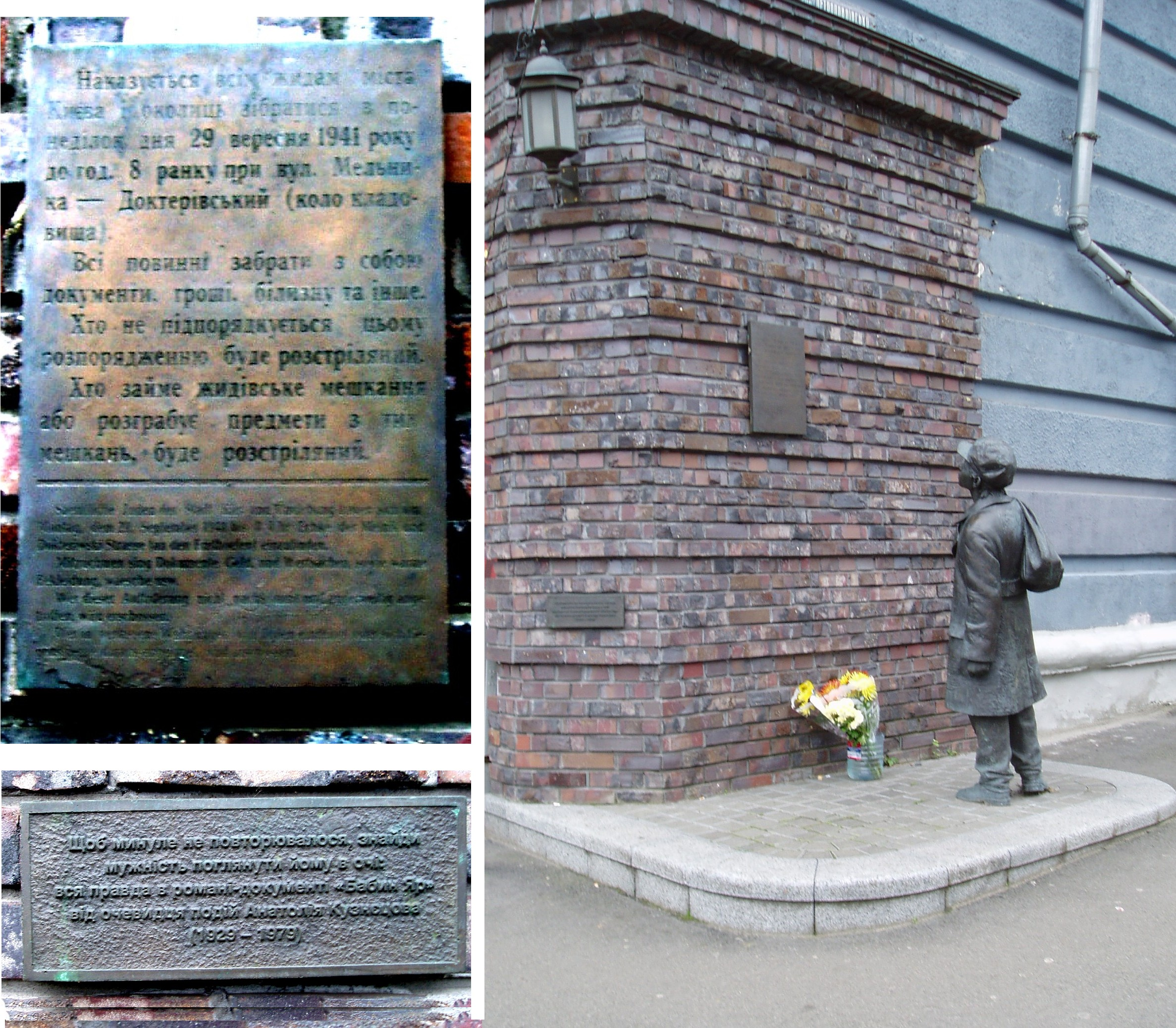
Памятник Анатолию Кузнецову в Киеве. Скульптор Журавель Владимир Николаевич. Бронза, 2009

В 2009 году в Киеве на пересечении улиц Кирилловской (бывш. Фрунзе) и Петропавловской (Куренёвка) открыт памятник, посвящённый писателю. Памятник представляет собой скульптуру мальчика, одетого в одежду 1940-х годов, читающего при свете фонаря на стене немецкий указ периода оккупации о сборе евреев с вещами и ценностями. Скульптор Владимир Журавель.
В декабре 2021 года в Киеве появилась улица Анатолия Кузнецова. Постановлением Киевского городского совета от 16 декабря 2021 года такое название получила улица Дмитровская в Подольском районе столицы Украины, находящаяся недалеко от стадиона «Спартак» и Кирилловской церкви.

## Экранизации
- «Юрка — бесштанная команда» (короткометражный, 1961)
- «Мы, двое мужчин» (1962)
- «Встречи на рассвете» (1968)

## Документы и литература
- Письмо председателя КГБ при Совете Министров СССР Ю. В. Андропова в ЦК КПСС от 04.08.1969 № 1926-А о мерах воздействия на английские власти с целью возвращения писателя Кузнецова //   РГАНИ. Ф. 4. Оп. 21. Д. 46. Л. 45—47. — Подлинник.
- Минутко И. Возвращение Анатолия Кузнецова // Вопросы литературы (Москва). 1995. Вып. IV (июль-август). С. 51—90. (фрагменты воспоминаний)
- Минутко И. Возвращение Анатолия Кузнецова // Грани (Москва). 1997. № 184. С. 43—89; 1998. № 185. С. 62—111; 1998. № 186. С. 97—125. (полный текст)
- Владимиров Л. Жизнь Номер Два // Время и мы (Москва — Нью-Йорк). 1999. № 144. С. 252—267.
- Батшев В. Дело Анатолия Кузнецова // Время и мы. 2000. № 148. С. 223—251.
- Гладилин А. Совсем забытый советский писатель // Гладилин А. Улица Генералов: Попытка мемуаров. М.: Вагриус, 2008. С. 118—133.
- Матвеев П. Анатолий Кузнецов: судьба перебежчика // Этажи (Москва). 2019, декабрь. № 4 (16). С. 87-103.
- Матвеев П. И ад следовал за ним: К 50-летию публикации подлинного текста романа-документа А. Кузнецова «Бабий Яр» // Знамя. 2020. № 11. С. 167—190.
- Матвеев П. И ад следовал за ним: Жизнь и судьба Анатолия Кузнецова. Киев: Саммит-книга, 2021. — 208 с.
- Тебиев Б. К. Возвращение невозвращенца // Тайны книжных переплетов. 50 почти детективных историй. — Екатеринбург: Ridero, 2021. — С. 702—716. ISBN 978-5-4498-7145-9